# 全面生产管理
TPM（英語：Total Productive Maintenance），即“全员生产维修”，70年代起源于日本，是一种全员参与的生产维修方式，其主要点就在“生产维修”及“全员参与”上。通过建立一个全系统员工参与的生产维修活动，使设备性能达到最优。中文翻譯為「全面生產管理」，是一種以設備為中心展開效率化改善的製造管理技術，與全面品質管理（Total Quality Management，TQM）、精實生產（Lean Production）並稱為世界級三大製造管理技術。
TPM自1971年正式誕生於日本，在1989年之前主要的重點有五項，焦點放在設備面：
1. 設備效率化的個別改善（以管理者及技術支援者來進行6大損失的對策）；
2. 建立以作業人員為中心的5S（自主保養）體制；
3. 建立保養部門的計畫保養體制；
4. 操作及保養技能的訓練；
5. 建立設備初期管理的體制。

在1989年之後，其重點由五項增加為八項，焦點由設備面擴增至企業整體面：
1. 設備效率化的個別改善；
2. 自主保養體制的確立；
3. 計劃保養體制的確立；
4. MP設計和初期流動管理體制的確立；
5. 建立品質保養體制；
6. 教育訓練；
7. 管理間接部門的效率化；
8. 安全、衛生和環境的管理。

目前TPM在世界各國各企業間都普遍在實施，對於生產效率的提升方面，也產生了實質的幫助。